# Valentino Persenda
Valentino Persenda (Savona, 8 luglio 1936 – Savona, 6 novembre 2019) è stato un allenatore di calcio e calciatore italiano, di ruolo difensore.
È ricordato per la lunga militanza da giocatore nel Savona, club del quale è primatista assoluto per numero di presenze.

## Biografia
Da scolaro fu allievo della scrittrice Gina Lagorio, come testimoniò lei stessa in un articolo: «partito tra i ragazzi del Savona, ne divenne un pilastro – era detto "la roccia" – anche quando la squadra fu promossa in Serie B».
Calciatore come il fratello maggiore Giacomo (nato nel 1934, giocò con Savona, Vado, Casale, Carrarese e Lucchese ed allenò varie formazioni tra i dilettanti), è indicato talvolta da almanacchi e repertori come Persenda II. Passò gran parte della sua carriera nel Savona, con cui salì dalla Promozione ligure alla Serie B e del quale è ancora oggi il calciatore più presente. Si trasferì poi in Sardegna, dove cominciò ad allenare.
Anche i due figli Fabrizio e Stefano militarono nelle giovanili Savona, il primo debuttando peraltro in prima squadra.

## Caratteristiche tecniche

### Giocatore
Arcigno terzino sinistro, per la «grinta» e la «verve» era soprannominato Roccia dai tifosi del Savona: «banalmente, non faceva avvicinare nessun centravanti all'area di rigore».

## Carriera

### Giocatore
Il suo debutto da calciatore avvenne nel piccolo club cittadino dello Stella Rossa a cui seguì il passaggio al Savona. Militò nel club biancoblù per la maggior parte della sua carriera e ne divenne anche capitano e primatista assoluto in termini di presenze con 317 presenze; mise a segno un totale di quattro reti. Il quotidiano Il Secolo XIX lo ha descritto come «un grande capitano, che ha preso per mano la squadra nella buona e nella cattiva sorte, conducendola dall'inferno dei campionati regionali fino alla cadetteria, nel giro di pochissimi anni».
Debuttò nella prima squadra del Savona nel 1955 ed ottenne ben tre promozioni (dalla Promozione 1956-1957, dall'Interregionale 1958-1959 e dalla Serie C 1965-1966) contribuendo all'avanzata del club biancoblù dalla quinta alla seconda categoria nazionale. Persenda disputò in Serie B 22 gare, mettendo a segno una rete; il club ligure ritornò in C al termine del campionato e il difensore, svincolato, firmò per la Tharros, compagine dilettantistica con cui ebbe anche la prima esperienza da allenatore.

### Allenatore
Dopo aver allenato la Tharros passò alla Nuorese, lanciando in prima squadra il sedicenne Pietro Paolo Virdis. Ottenne i primi successi alla guida della Viterbese, conquistando una promozione in Serie C nel 1975-1976; nel campionato successivo i gialloblù retrocessero per differenza reti.
Nel 1977-1978 Persenda venne chiamato dal Savona, con cui conquistò una nuova promozione tra i professionisti. Inizialmente non confermato per il campionato di Serie C2 e sostituito da Giulio Bonafin, venne richiamato prima dell'inizio della stagione 1978-1979, con il club in piena crisi societaria, e ottenne la salvezza al termine del torneo.
Allenò poi in C2 il Civitavecchia (a più riprese), il Grosseto nel campionato 1981-1982 (dopo una buona partenza venne esonerato e sostituito da Nilo Palazzoli) e il Derthona nel 1983-1984. Passò poi tra i dilettanti e, dopo una breve esperienza al Chieti (subentato a Vincenzo Zucchini a campionato iniziato, fu poi a sua volta esonerato e sostituito da Vasco Tagliavini), visse una positiva stagione con l'Olbia, promosso in C2 al termine del campionato 1985-1986; fu tuttavia sollevato dall'incarico e rimpiazzato da Guido Mammi prima dell'inizio del successivo campionato.
Sempre tra i dilettanti, allenò il Siderno, la Vogherese e nuovamente la Viterbese. Seguì infine, in Serie C2, il Licata (sostituito nel girone d'andata del campionato 1992-1993 da Ferdinando Rossi, lo rimpiazzò poi a sua volta nel corso della stagione successiva).

## Palmarès

### Giocatore
- Serie C: 1

Savona: 1965-1966
- Campionato Interregionale: 1

Savona: 1958-1959
- Prima Categoria: 1

Tharros: 1966-1967

### Allenatore
- Serie D: 2

Viterbese: 1975-1976
Olbia: 1985-1986